# Statuia lui I. L. Caragiale din București

Statuia lui Ion Luca Caragiale, pe când se afla în fața Teatrului Național din București.

Statuia lui I. L. Caragiale din București este opera sculptorului Constantin Baraschi, plasată în prezent la intersecția străzilor I. L. Caragiale și Maria Rosetti. Statuia a fost realizată în 1957, când sculptorul a participat la concursul pentru realizarea statuii lui Lenin, care urma să fie amplasată la loc de cinste în fața Casei Scânteii. Crezând că va fi câștigătorul concursului, Baraschi a turnat în bronz statuia, dar a avut surpriza ca să fie acceptată statuia lui Boris Caragea. 
Istoricul de artă Pavel Șușară afirmă că, rămânând cu statuia nevândută, Baraschi i-a tăiat capul lui Lenin, l-a înlocuit cu capul lui Caragiale cu pălărie și l-a propus din nou autorităților. A fost un nou eșec.
Sculptorul Paul Vasilescu infirmă această informație dată de Pavel Șușară, susținând că statuia este, din cap până-n picioare, Caragiale, fiind concepută de la început pentru al reprezenta pe marele dramaturg și că el însuși a lucrat la statuie, înainte de intrarea la facultate, fiind ucenic, pe atunci, în atelierul lui Baraschi.
Și o mărturie a sculptorului Nicu Enea contrazice această versiune: „În anul 1952, la o sută de ani de la nașterea lui Caragiale, Ministerul Culturii a comandat un monument de 3 metri lui Baraschi. Lucrarea a așteptat aproape o lună de zile, după care o comisie ideologică și de partid a aprobat-o”.
Cert este că statuia a zăcut ani întregi într-o curte de pe malul Dâmboviței, până când scriitorul Marin Preda, directorul Editurii Cartea Românească, a aflat despre existența ei. Fiind un mare admirator al lui Caragiale, acesta a mutat statuia în curtea editurii, fără să facă vreun demers oficial. Statuia a stat de atunci pe pământ, într-un colț al curții editurii.
După 1990, când Uniunea Scriitorilor din România a retrocedat proprietarilor imobilul în care funcționase editura „Cartea Românească”, statuia lui I. L. Caragiale fost preluată de Primăria Capitalei, care a instalat-o în dreptul casei în care a locuit Caragiale, pe strada Maria Rosetti.
A stat acolo până în 2002, an declarat oficial „Anul Caragiale” (150 de ani de la nașterea scriitorului), când Dinu Săraru, care era director al Teatrului Național „Ion Luca Caragiale”, fără nici o aprobare a Comisiei Naționale a Monumentelor Istorice, a dispus ca statuia să fie luată de pe soclul ei, de pe strada Maria Rosetti, și să fie amplasată în fața teatrului pe care îl conducea. Monumentul era clasat la categoria B, adică era un monument istoric de importanță locală, iar schimbarea amplasamentului nu se putea face decât cu avizul Comisiei Naționale a Monumentelor Istorice sau al Comisiei Regionale a Monumentelor Istorice. Fără un astfel de aviz mutarea intră sub incidența Codului Penal. Deși acțiunea a stârnit scandal, statuia a rămas pe loc. În 2004, Dinu Săraru și-a dat demisia de la conducerea Teatrului Național. Doi ani mai târziu, în 2006, statuia lui Caragiale a fost mutată din nou pe soclul său din strada Maria Rosetti.
Administrația Monumentelor și-a declarat intenția de a lua statuia din Piața Rosetti și de a o muta pe Calea Victoriei, în fața Hotelului Novotel.
Monumentul este înscris în Lista monumentelor istorice 2010 - Municipiul București - la nr. crt. 2350, cod LMI B-III-m-B-19952.

## Alte statui ale lui Caragiale în București
În București se mai află bustul lui Caragiale din Rotonda scriitorilor, în Parcul Cișmigiu, realizat în 1943 de Oscar Späthe din marmură de Rușchița.
În parcul Tei se află o statuie din piatră care îl reprezintă pe Caragiale șezând și ținând un baston în mâna dreaptă (autor necunoscut).
Mai recent, din 19 decembrie 2010, o statuie a lui Caragiale șade privind lung la Grupul statuar „Căruța cu paiațe” din București, operă a sculptorului Ioan Bolborea.
Bustul lui I. L. Caragiale din Parcul Alexandru Ioan Cuza (fost I.O.R.) din București. Sculptor: Ionel Stoicescu. Practic, bustul este o reproducere după o parte din statuia lui I. L.Caragiale din grupul statuar „Caragealiana” al lui Ioan Bolborea.
Bustul lui I.L. Caragiale dăruit în 2012 de Gigi Becali Colegiului Național Ion Luca Caragiale din București, unde învață două dintre fiicele sale. Bustul din bronz, cu o greutate de 160 de kilograme, a costat 6000 de Euro.

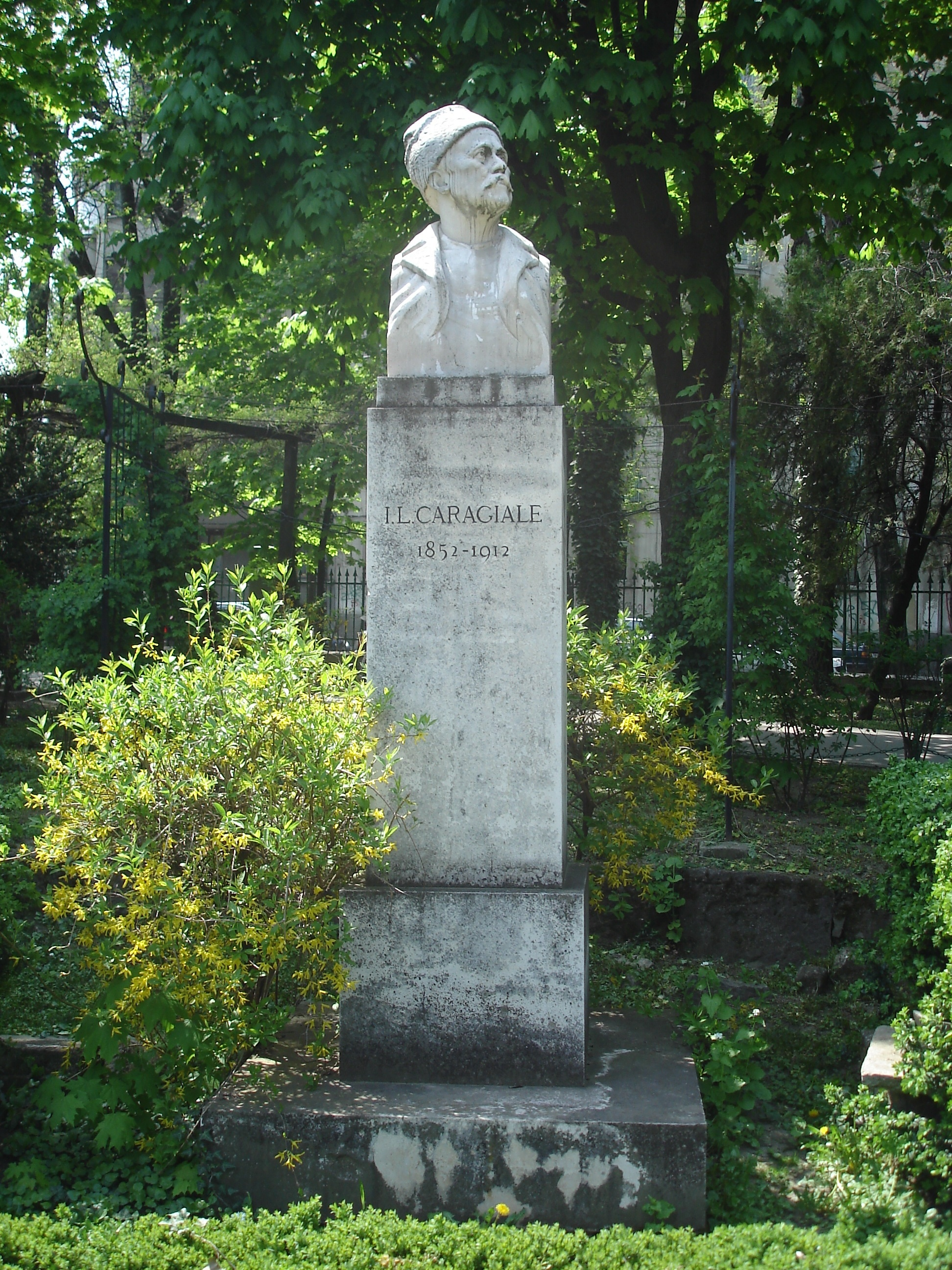
Bustul lui I. L. Caragiale din Rotonda scriitorilor
Statuia lui I. L. Caragiale din Parcul Tei
Statuia lui I. L. Caragiale ca element din „Caragealiana”
Bustul lui I. L. Caragiale din parcul "Al.I.Cuza" din București.
Bustul lui I. L. Caragiale expus în holul Colegiului Național Ion Luca Caragiale din București